# Лакки-Марват (пограничный регион)
Пограничный регион Лакки-Марват (англ. Frontier Region Lakki Marwat) — небольшая административная единица в Федерально управляемой племенной территории в Пакистане. Регион граничит с одноимённым округом, который находится на северо-востоке. Регион находится в ведении офицера районной координации округа Лакки-Марват. Общее управление пограничных регионов осуществляется через секретариат племенных территорий, расположенный в городе Пешаваре.